# Mary McMullen
Pour les articles homonymes, voir McMullen.
Œuvres principales
Un corps étranger (1952)
Mary McMullen, pseudonyme de Mary Reilly Wilson, née en 1920 à Yonkers, État de New York et morte en 1986, est une écrivaine américaine de roman policier.

## Biographie
Elle est la fille de l'auteur de roman policier Helen Reilly et du cartooniste Paul Reilly, et la sœur cadette de l'auteur de thriller Ursula Curtiss.
Elle se destine d'abord à une carrière de designer. Après des études en arts graphiques, elle devient dessinatrice de mode, puis, pendant une vingtaine d'années, occupe divers emplois dans des agences de publicité. Elle épouse à cette époque Alton Wilson.
Par respect pour la tradition familiale, elle se décide, à trente et un ans, d'écrire un roman policier et de le publier sous le pseudonyme de Mary McMullen. Un corps étranger (1951) reçoit l'Edgar du premier roman 1952, décerné par l'association des Mystery Writers of America. Solidement construit, le récit, qui raconte l'enquête d'une rédactrice de mode énergique et intelligente, bénéficie de fins dialogues et, parce que tirée de l'expérience personnelle de l'auteur, d'une évocation authentique et pertinente des milieux de la mode et de la publicité.
Après ce premier succès, l'auteur demeure silencieuse pendant vingt-trois ans. À partir de 1974, elle fait paraître à un rythme soutenu près de vingt romans jusqu'à sa mort en 1986.

## Œuvre

### Romans
- Stranglehold ou The Death of Miss X (1951) Publié en français sous le titre Un corps étranger, Lausanne, Ditis, coll. Detective Club-Suisse no 98, 1953 ; réédition, Paris, Ditis, coll. Detective Club no 67, 1953 ; réédition, Paris, Librairie des Champs-Élysées, coll. Le Masque no 1921, 1988
- The Doom Campaign (1974)
- A Country Kind of Death (1975)
- The Pimlico Plot (1975)
- Funny, Jonas, You Don’t Look Dead (1976)
- A Dangerous Funeral (1977)
- Death by Bequest (1977)
- Prudence Be Damned (1978)
- The Man with Fifty Complaints (1978)
- But Nellie Was So Nice (1979)
- Welcome to the Grave (1979)
- My Cousin Death (1980)
- Something of the Night (1980)
- The Other Shoe (1981)
- Better Off Dead (1982)
- Until Death Do Us Part (1982)
- A Grave Without Flowers (1983)
- The Gift Horse (1985)
- The Bad News Man (1986)

### Nouvelles
- Who Kiled Miss X? (1951)
- Her Heart's Home (1977)

## Prix
- Prix Edgar-Allan-Poe du meilleur premier roman 1952 pour Stranglehold[1]

## Sources
- Jacques Baudou et Jean-Jacques Schleret, Les Métamorphoses de la chouette : Détective-club, Paris, Futuropolis, 1986, 191 p. (ISBN 978-2-737-65488-6), p. 108-109.
- Claude Mesplède (dir.), Dictionnaire des littératures policières, vol. 2 : J - Z, Nantes, Joseph K, coll. « Temps noir », 2007, 1086 p. (ISBN 978-2-910-68645-1, OCLC 315873361), p. 271-272.